# Festival Radio ABU de la chanson 2012
Beyond the Wave !
 Colombo 2014
Le Festival Radio ABU de la chanson 2012 (officiellement ABU Radio Song Festival 2012) a eu lieu au KBS Concert Hall dans la capitale sud-coréenne, Séoul, le 11 octobre 2012, avec la participation de 13 pays de la région Asie-Pacifique. Il a coïncidé avec la 49e Assemblée Générale de l'Union de radio-télévision Asie-Pacifique qui a également eu lieu dans la capitale sud-coréenne.

## Pays participants

### Chansons
| Ordre | Pays                | Langue            | Artiste         | Chanson               | Traduction française                   | Place | Prix         |
| ----- | ------------------- | ----------------- | --------------- | --------------------- | -------------------------------------- | ----- | ------------ |
| 01    | Corée du Sud (hôte) | Coréen            | Afrodino        | Pepperoni (페퍼 로니) | -                                      | 6     | -            |
| 02    | Brunei              | Malais            | Maria Aires     | Yang Terindah         | So Beautiful                           | 3     | Silver Award |
| 03    | Malaisie            | Anglais           | K-Town Clan     | Party Animal          | -                                      | 5     | Jury Award   |
| 04    | Australie           | Anglais           | Sammy Ray Jones | Rinet                 | -                                      | 4     | Bronze Award |
| 05    | Pakistan            | Ourdou            | Bilal Ahmed     | Wada (وعدہ)           | Promesse                               | 6     | -            |
| 06    | Malaisie            | Malais            | Sabhi Sadhi     | Waktu                 | Temps                                  | 6     | -            |
| 07    | Bhoutan             | Anglais, Dzongkha | Dechen Wangmo   | Black as Snow         | Noir comme neige                       | 6     | -            |
| 08    | Iran                | Persan            | Man Brothers    | Iran (ایران)          | -                                      | 6     | -            |
| 09    | Australie           | Anglais           | Danielle Blakey | Fearless              | Intrépide                              | 2     | Gold Award   |
| 10    | Indonésie           | Indonésien        | Rando Sembiring | Menunggu              | Attente                                | 6     | -            |
| 11    | Singapour           | Anglais           | Jae Ang         | Promise Me            | Promets-moi                            | 6     | -            |
| 12    | Viêt Nam            | Vietnamien        | Chu Mạnh Chương | Quê Hương Ơn Bác      | Homeland donne Merci à vous, mon oncle | 6     | -            |
| 13    | Corée du Sud (hôte) | Coréen            | Bily Acoustie   | For a Rest            | Pour un repos                          | 1     | Grand Prix   |

## Radiodiffusion internationale
Chaque pays participant est invité à diffuser le festival à travers son réseau et à fournir une rétroaction dans les langues indigènes. Le festival n'a pas été diffusé en direct, mais chaque chaîne de télévision a déclaré que les pays participants ont relayé le festival entre octobre et novembre 2012 avec une audience estimée à 2 milliards de personnes. Le festival peut également être diffusé par n'importe quelle chaîne de télévision appartenant à l'Union de radio-télévision Asie-Pacifique.